# Seri (langue)
Pour les articles homonymes, voir Seri.
Le seri est une langue isolée parlée par le peuple du même nom, dans les régions côtières de l'État de Sonora au Mexique. C'est une des langues incluses dans l'hypothètique groupe hokan.

## Classification
Depuis Sapir (1917, 1925), le seri est présenté comme un des membres de l'hypothèse hokane. Une connexion particulière a été proposée, par Bright (1956) et reprise par Greenberg (1987), avec le salinan, autre langue hokane supposée. Pour Marlett (2008), les données comparées entre les deux langues ne sont pas concluantes, et le seri, tout comme le salinan, doit rester classé comme une langue isolée.

## Écriture
Le seri est écrit avec un alphabet latin depuis les années 1960.
Edward et Mary Moser ont développé une orthographe pour l’Instituto Lingüístico de Verano en collaboration avec le Secretaría de Educación Pública.
| Lettres        | a, aa | c | cö | e, ee | f | h | i, ii | j | jö | l | ḻ | m | n | o, oo | p | qu | r | s | t | x | xö | y | z |
| Prononciations | a, aː | k | kʷ | ɛ, ɛː | ɸ | ʔ | i, iː | x | xʷ | ɬ | l | m | n | o, oː | p | k  | r | s | t | χ | χʷ | j | ʃ |

## Phonologie

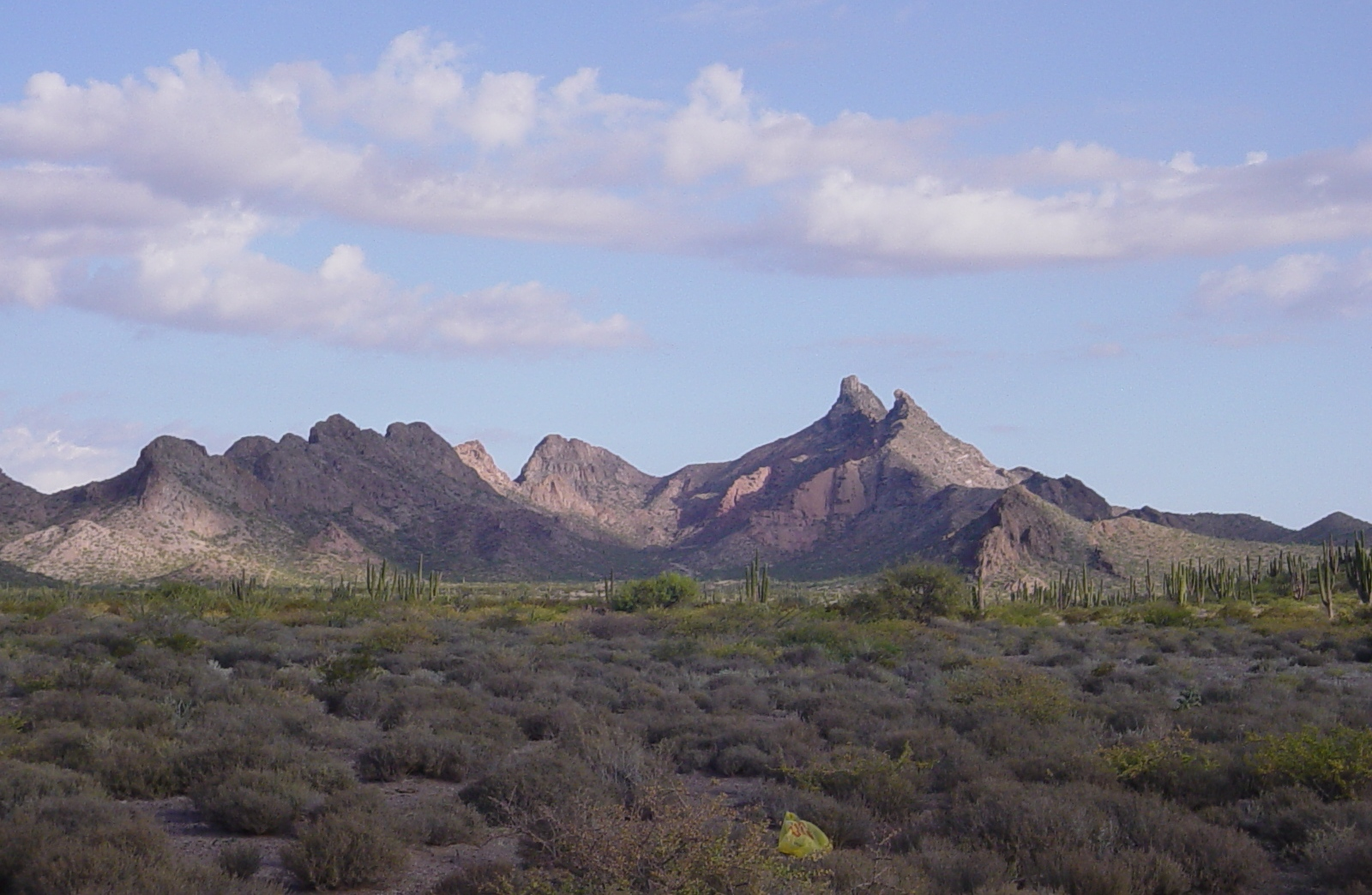
Les monts Hasteecöla, près de la, en pays seri.

Les tableaux présentent les phonèmes du seri.

### Voyelles
|         | Antérieure    | Centrale      | Postérieure   |
| ------- | ------------- | ------------- | ------------- |
| Fermée  | i [i] iː [iː] |               |               |
| Moyenne |               |               | o [o] oː [oː] |
| Ouverte | e [æ] eː [æː] | a [a] aː [aː] |               |

### Consonnes
|               |               | Bilabiale | Dentale | Latérale | Palatale | Vélaire | Uvulaire | Glottale |
| ------------- | ------------- | --------- | ------- | -------- | -------- | ------- | -------- | -------- |
| Occlusives    | Sourdes       | p [p]     | t [t]   |          |          | k [k]   |          | ʔ [ʔ]    |
| Occlusives    | Labialisées   |           |         |          |          | kʷ [kʷ] |          |          |
| Fricatives    | Sourdes       | f [ɸ]     | s [s]   | ł [ɫ]    | š [ʃ]    | x [x]   | χ [χ]    |          |
| Fricatives    | Labialisées   |           |         |          |          | xʷ [xʷ] | χʷ [χʷ]  |          |
| Nasales       | Nasales       | m [m]     | n [n]   |          |          |         |          |          |
| Liquides      |               |           |         |          |          |         |          |          |
| Semi-voyelles | Semi-voyelles |           |         |          | y [j]    |         |          |          |